# Luis Rojas (Fußballspieler, 2002)
Luis José Esteban Rojas Zamora (* 6. März 2002 in San Bernardo) ist ein chilenischer Fußballspieler.

## Karriere

### Verein
Luis Rojas wechselte noch während seiner Zeit in der Jugend vom CSD Colo-Colo zum Stadtrivalen CF Universidad de Chile, wo er im Dezember 2019 in die Profimannschaft aufrückte und zwei Spiele in der Copa Chile absolvierte. Im Februar 2020 kam er zu seinem Ligadebüt in der Primera División beim Spiel gegen CDP Curicó Unido. Im September 2020 gab er seinen Wechsel in die italienische Serie C zum FC Crotone bekannt. Für die Rückrunde der Saison 2021/22 ging der junge Mittelfeldspieler auf Leihbasis zum Serie-A-Klub FC Bologna.

### Nationalmannschaft
Luis Rojas spielte bei der U-17-Fußball-Südamerikameisterschaft 2019 in Peru mit Chiles U-17 ein starkes Turnier und hatte mit vier Turniertoren einen großen Anteil an der Vizemeisterschaft hinter dem punktgleichen Argentinien. Bei der im Oktober stattfindenden U-17-Fußball-Weltmeisterschaft 2019 scheiterte Rojas mit Chile im Achtelfinale an Gastgeber und dem späteren Turniersieger Brasilien. Ihm gelang ein Turniertor.

## Sonstiges
Sein Vater, ebenfalls mit dem Namen Luis Rojas, ist ehemaliger Profifußballspieler und Nationalspieler.